# Robbie Crawford (Fußballspieler, 1994)
Robert „Robbie“ Crawford (* 22. Juni 1994 in Irvine) ist ein schottischer Fußballspieler, der bei Partick Thistle unter Vertrag steht.

## Karriere
Robbie Crawford wurde in Irvine, etwa 20 km nördlich von Ayr geboren. Bis zum Jahr 2012 spielte er für die Jugendmannschaften von Ayr United. Am 5. Mai 2012, dem letzten Spieltag der Zweitligasaison 2011/12 debütierte er für die erste Mannschaft des Vereins. Im Spiel gegen den FC Falkirk das mit einer 2:3-Auswärtsniederlage endete, stand der 17-Jährige in der Startelf. Die Mannschaft stieg am Ende der Saison in der Relegation in die dritte Liga ab. In der ersten Saison nach dem Abstieg konnte sich Crawford einen Stammplatz sichern. In der Saison 2015/16 gelang der Aufstieg zurück in die Zweitklassigkeit. Hinter Dunfermline Athletic wurde das Team Vizemeister und setzte sich in den Aufstieg-Play-offs gegen die Vereine aus Peterhead und Stranraer durch. Bereits im Jahr darauf stieg der Verein als Tabellenletzter aus der 2. Liga wieder ab. 2018 gelang als Meister der direkte Wiederaufstieg. Mit drei erzielten Toren war es für Crawford die bis dahin erfolgreichste Spielzeit an erzielten Treffern. In der Zweitligasaison 2018/19 konnte sich Crawford mit dem Liganeuling für die Play-offs um den Aufstieg in die 1. Liga qualifizieren. In dieser verlor man gegen Inverness Caledonian Thistle.
Nachdem er über 200 Pflichtspiele für seinen Heimatverein aus Ayr absolviert hatte, unterschrieb Crawford im Juni 2019 einen Vertrag beim schottischen Erstligisten FC Livingston.
Am 18. September 2020 wurde Crawford für ein halbes Jahr an den FC Motherwell verliehen.